# Apsaraser

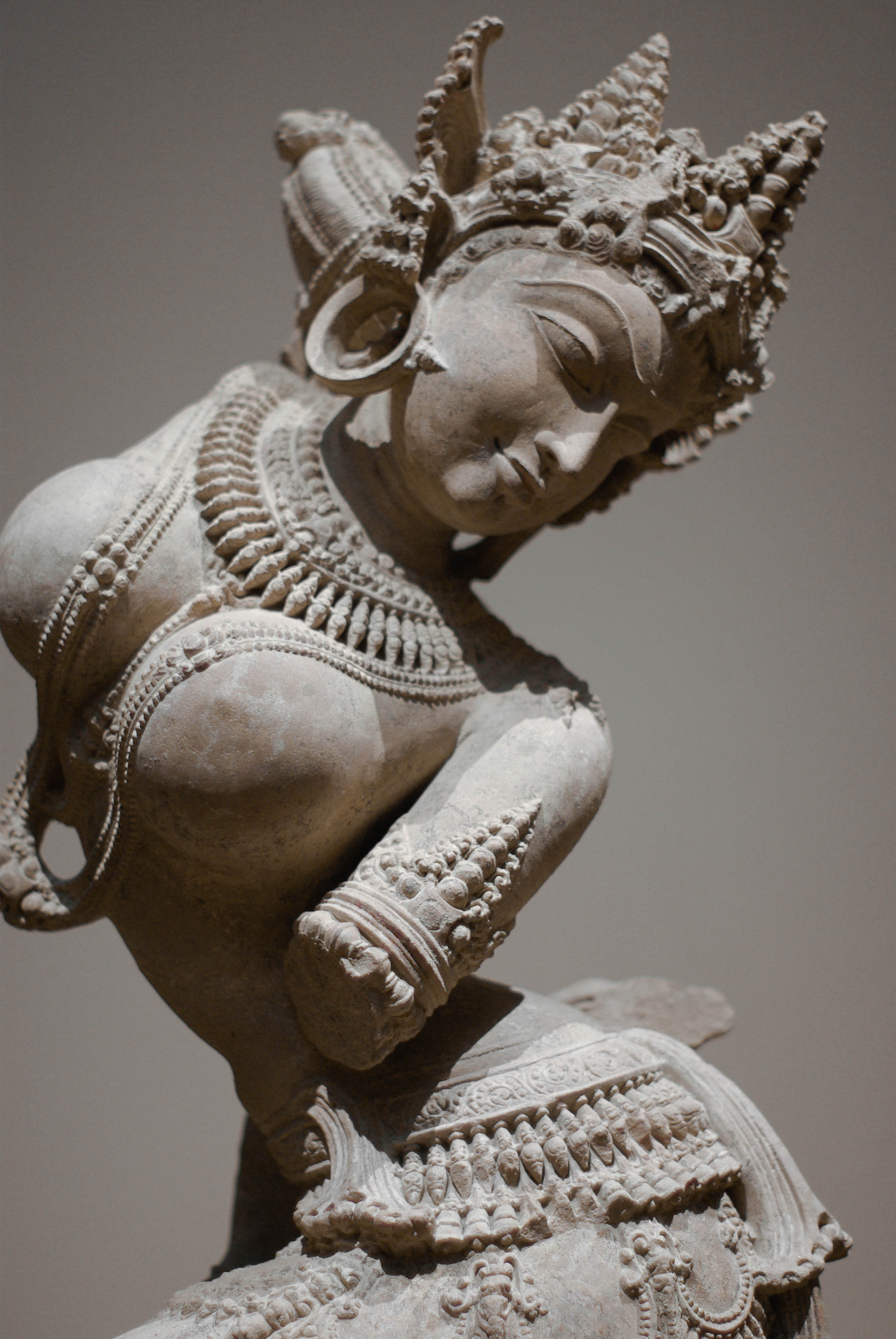
En apsaras i sandsten.

Apsaraser är himmelska nymfer, i de buddhistiska paradisen. I hinduisk konst beskrivs de som medlemmar i Indras harem. En apsara var Urvatji.